# Brahms-Haus (Baden-Baden)
Het Brahms-Haus is een museum in het stadsdeel Lichtental in Baden-Baden in de Duitse deelstaat Baden-Württemberg. Het is gewijd aan het werk en leven van de componist Johannes Brahms.

## Geschiedenis en composities
Brahms leerde het fraaie huis op de heuvel kennen na een tip van Clara Schumann, een componiste en pianiste die met de componist Robert Schumann getrouwd was. Brahms woonde hier in de zomermaanden tussen 1865 en 1874 en onderhield een nauwe vriendschap met haar.
Hij schreef of volbracht hier enkele van zijn belangrijkste composities. Dit waren bijvoorbeeld zijn eerste en tweede symfonie, pianokwintet in f-mineur (opus 34), strijksextet nr. 2 (opus 36) en verschillende delen van Ein deutsches Requiem.

## Museum en studieruimte
In de jaren zestig van de 20e eeuw bevond het huis zich in een erbarmelijke staat en stond op de nominatie om afgebroken te worden. De Brahmsvereniging wist het huis in 1967 in handen te krijgen. Het huis is rond 1850 gebouwd en is sindsdien qua stijl gelijk gebleven.
Het museum is gevestigd in de vroegere woonruimtes van Brahms. Verder is op de begane grond een gastenstudio met een omvangrijke bibliotheek ingericht. Musicologen, componisten en studenten uit de hele wereld komen hier op uitnodiging telkens enige tijd om te werken en leren. 

## Galerij
| Werktafel |  | Kamerpiano |
| Werktafel |  | Kamerpiano |

| Beeldje van Brahms |  | Clara Schumann |
| Beeldje van Brahms |  | Clara Schumann |